# Colletotrichum malvarum
Colletotrichum malvarum är en svampart som först beskrevs av A. Braun & Casp., och fick sitt nu gällande namn av Southw. 1891. Colletotrichum malvarum ingår i släktet Colletotrichum och familjen Glomerellaceae.   Inga underarter finns listade i Catalogue of Life.